# Yirgalem Fisseha Mebrahtu

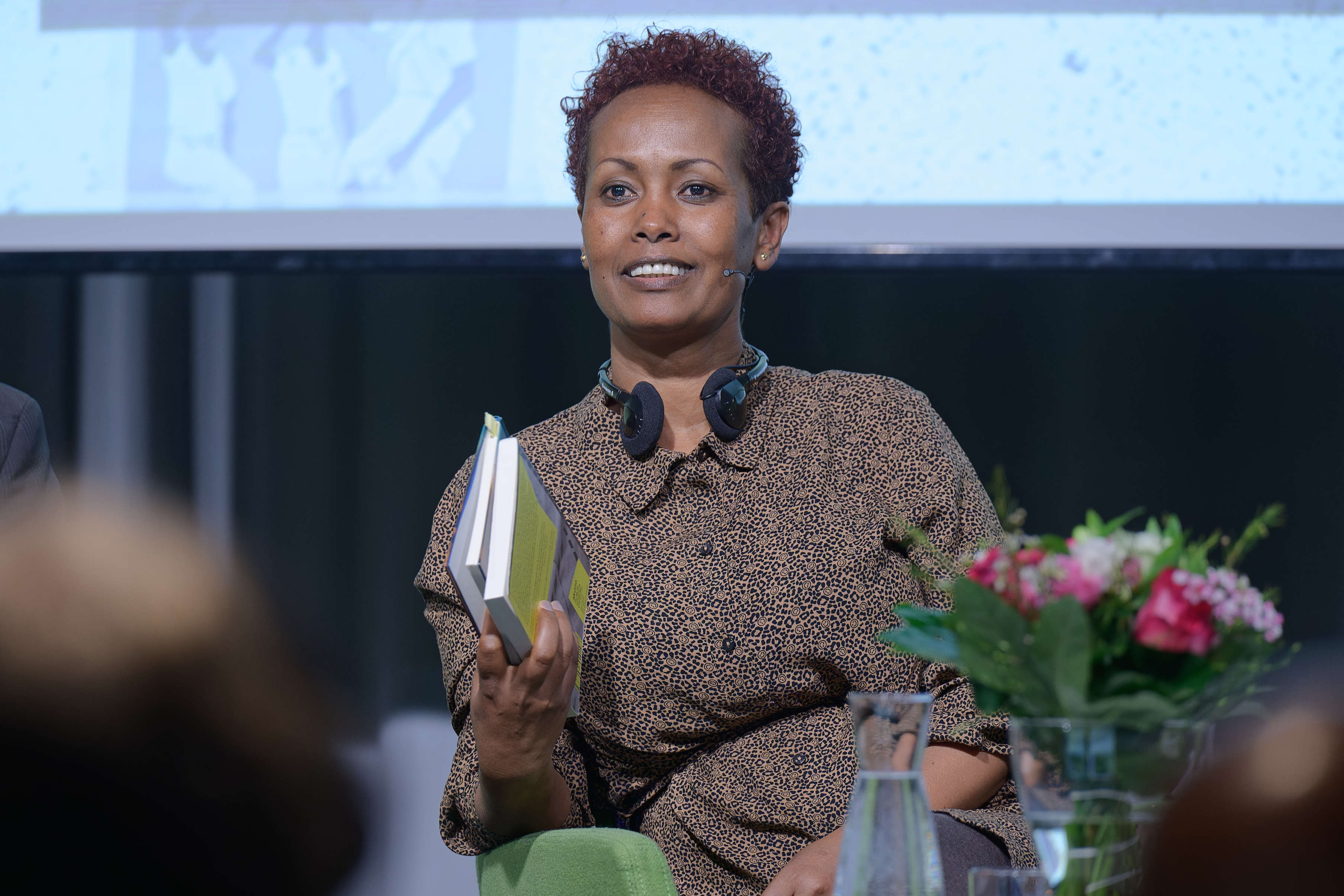
Yirgalem Fisseha, 2024

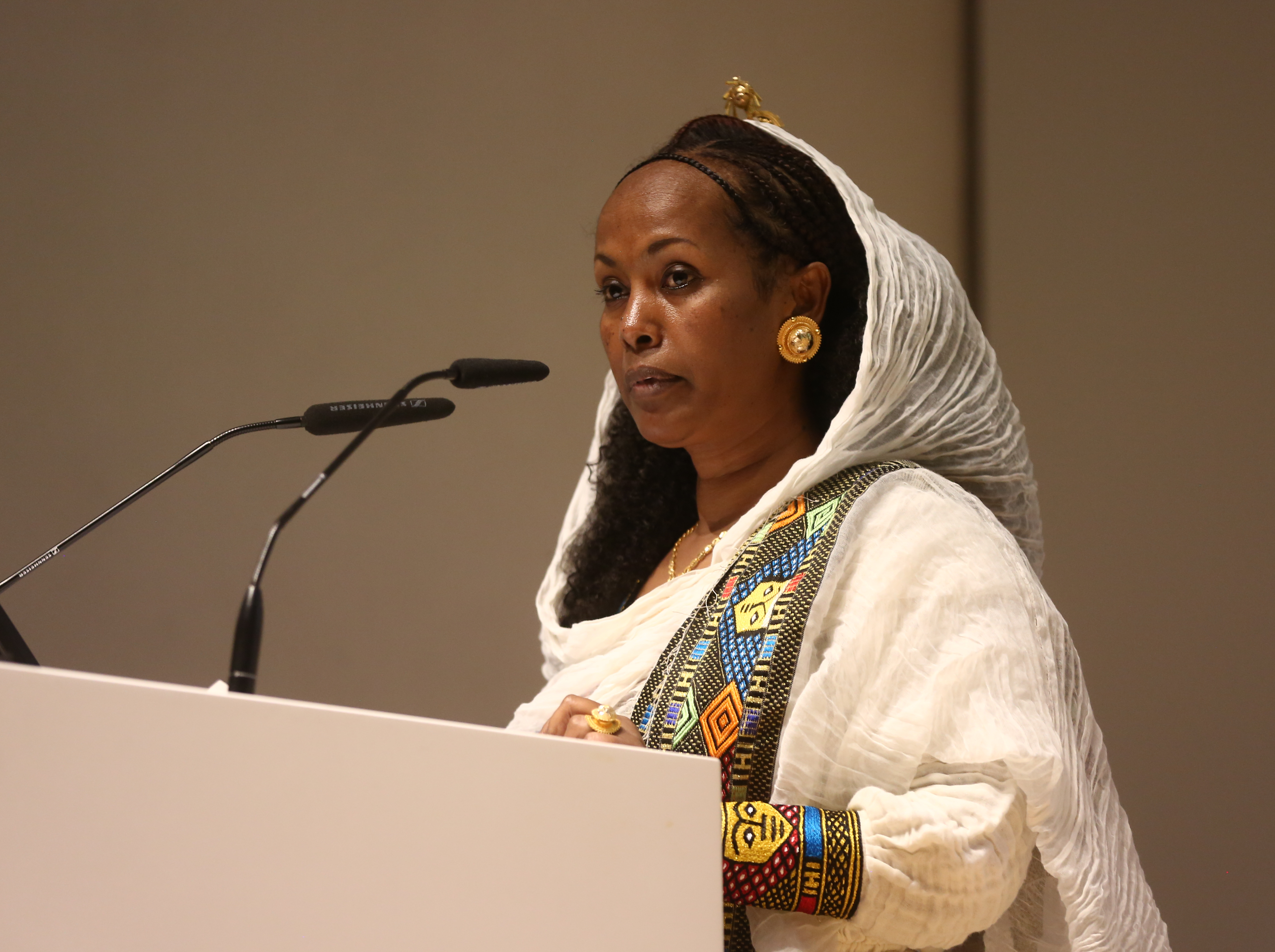
Yirgalem Fisseha bei einer Preisverleihung, 2023

Yirgalem Fisseha Mebrahtu (* 1981 in Adi Keyh) ist eine eritreische Lyrikerin, Schriftstellerin und Journalistin. Seit 2018 lebt sie als politisch Geflüchtete im Exil in München.

## Leben und Wirken
Yirgalem Fisseha Mebrahtu schrieb bereits als Kind Gedichte. Seit der zweiten Hälfte der 1990er Jahre beteiligte sie sich an Literaturveranstaltungen, zunächst in ihrer Schule, später in privaten und staatlichen Medien. Sie gründete mit anderen jungen Autoren und Autorinnen den Adi Keyh-Literatur-Club, der zu einem Netzwerk ähnlicher Gruppen gehörte, die als Wiederbelebung der eritreischen Literatur wahrgenommen wurde. Bis zum Verbot privater Medien 2001 (siehe: Pressefreiheit in Eritrea) arbeitete sie als unabhängige Journalistin und veröffentlichte Gedichte in Literaturzeitschriften.
2002 besuchte sie in der Hauptstadt Asmara das Teacher Training Institute. Von September 2003 bis Februar 2009 war sie Autorin, Moderatorin und Programmdirektorin beim Radiosender Radio Bana des eritreischen Bildungsministeriums. Dort produzierte sie Gesundheitsnachrichten, interviewte Ärzte und informierte über HIV. Am 9. Februar 2009 wurde sie mit ca. 30 weiteren Personen im Gebäude des Radiosenders verhaftet, wobei sie die einzige Frau unter den Festgenommenen war.
Es wurde ihr vorgeworfen, Verbindungen mit ausländischen Medien zu unterhalten, weitere der willkürlichen Vorwürfe umfassten ein vermeintlich geplantes Attentat auf den Präsidenten und Herabwürdigung von Politikern. Die ersten beiden Jahre verbrachte sie in Isolationshaft im Mai Swra-Gefängnis, wo sie auch gefoltert wurde. Nach 6 Jahren Haft ohne Anklage und ohne Gerichtsverfahren wurde Fisseha Mebrahtu 2015 entlassen. Um 2017 versuchte sie aus Eritrea zu fliehen, wurde jedoch an der Grenze festgenommen und erneut für vier Monate inhaftiert. Nach ihrer Entlassung gelang ihr die Flucht nach Uganda.
Die Umstände ihrer Gefangenschaft erzielten im Rahmen einer Debatte über die Menschenrechte in Eritrea ein großes internationales Medieninteresse. Sie wurde von PEN International und dem im Exil arbeitenden PEN Eritrea unterstützt. Reporter ohne Grenzen nahm sie 2014 in ihre erstmalig erstellte „Liste der 100 Helden der Pressefreiheit“ auf.
Im Dezember 2018 konnte Yirgalem Fisseha Mebrahtu als Stipendiatin des Writers-in-Exile-Stipendiums des PEN-Zentrum Deutschland nach München kommen. Seit Februar 2022 lebt sie in einer eigenen Wohnung.
2019 veröffentlichte sie 130 Gedichte aus der Zeit vor der Haft und nach der Freilassung im Exil. Sie erschienen zunächst als ኣለኹ (Ich bin am Leben) in ihrer Muttersprache Tigrinisch im exil-eritreischen እሕታሚ እምኵሉ (Emkulu Verlag) mit Sitz in Schweden, 2022 wurde die deutsche Übersetzung bei Das Wunderhorn als Ich bin am Leben veröffentlicht. Nach Verlagsangaben sind die Gedichte zwei Kategorien zuzuordnen: „Ruhe, Feigheit und Bescheidenheit und Mut“ einerseits und andererseits „de[r] Höhepunkt der Spannungen, das Schlachtfeld von Laster und Anstand, Gewalt und Gerechtigkeit, die Zerstörung und Kontinuität von Generationen, Verfolgung und Tod.“ Die Rezeption des Gedichtbands war einhellig positiv; so bewertete ihn etwa der WDR als „mehr als beeindruckend“, und die Neue Zürcher Zeitung lobte die „bildstarke, nüchterne Sprache“ sowie eine „bestürzende Nüchternheit“.
2022 erschienen zudem auf Tigrinisch 33 Kurzgeschichten und Essays, in denen Yirgalem Fisseha Mebrahtu sich von ihrer Verfolgung löst und freiere Themen wählt.
Im deutschen Exil engagiert sie sich in der Vernetzung geflüchteter Schriftstellerinnen, vertritt die Münchner PEN-Exil-Autorinnen und nimmt an Literaturveranstaltungen teil, etwa im Bellevue di Monaco oder in der Region, sowie seit 2022 an der Aktion Weiter Schreiben des Frauenprojekts Wir machen das, das geflüchtete Autorinnen bei der Fortsetzung ihrer Arbeit unterstützt.

## Publikationen

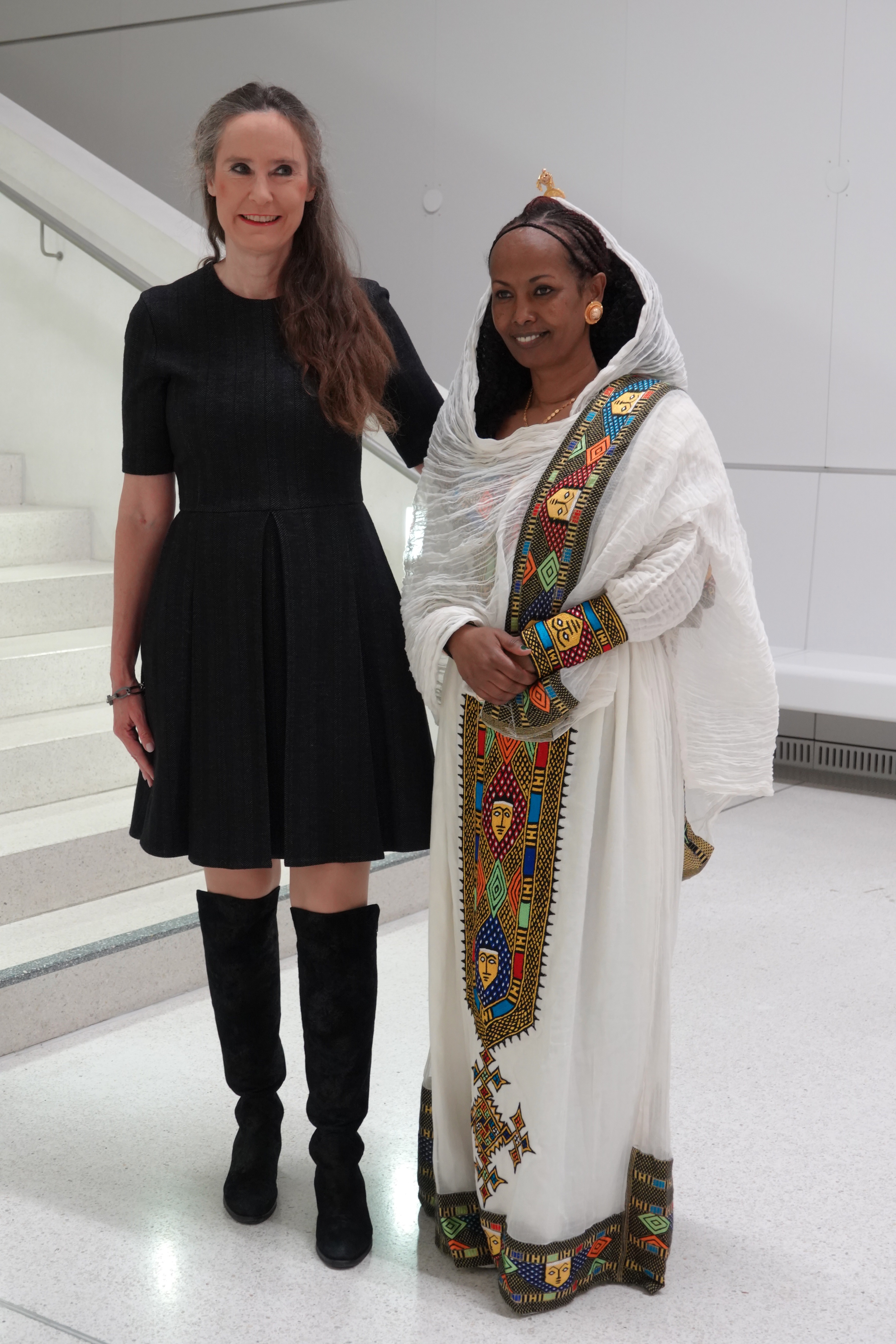
Zwei Autorinnen im Dialog: Tanja Kinkel und Yirgalem Fisseha Mebrahtu

- ኣለኹ (Ich bin am Leben), እሕታሚ እምኵሉ (Emkulu Verlag, Schweden) 2019, ISBN 978-91-639-9565-1 auf Tigrinisch[8][16]
  - Ich bin am Leben. Das Wunderhorn 2023, ISBN 978-3-88423-682-6 (Übersetzungen von Kokob Semere, Miras Walid, Mekonnen Mesghena; Nachdichtung von Hans Thill)[15]. Rezension im Literaturportal Bayern[24].
- ዘይበረየ ጐድነይ (Zeybereye Godney), እሕታሚ እምኵሉ (Emkulu Verlag, Schweden) 2022, Tigrinisch[23][25]
- Freiheit in Briefen. Zwei Autorinnen im Dialog. Zusammen mit Tanja Kinkel. Akono Verlag, 2023.[26] ISBN 978-3-949554-14-8

## Auszeichnungen
- 2018 PEN International Writer’s Scholarship[4]
- 2019 Freedom of Expression Prize. Verleihung durch PEN Eritrea[27]
- 2019: Women, Writers and Activists Change Rules. Nominierung durch PEN International[28]
- 2021: Václav Havel Library Award - Disturbing the Peace Award to a Courageous Writer at Risk: Nominierung[29]
- 2023: Georg-Elser-Preis[30]
- 2023: Bayerischer Kunstförderpreis für Literatur[31]